# 帽果雪胆
帽果雪胆（学名：Hemsleya mitrata），为葫芦科雪胆属下的一个植物种。